# Torsten Billman
Torsten Edvard Billman, född 6 maj 1909 i Kullavik, död 6 april 1989 i Kungsbacka, var en svensk konstnär främst verksam som grafiker, tecknare och monumentalmålare. Torsten Billman var upphovsman till grisailleträsnittstekniken. På Hallands Konstmuseum finns en omfattande samling av Torsten Billmans verk och kvarlåtenskap. Billman finns också representerad vid bland annat Göteborgs konstmuseum och Nationalmuseum, British Museum, Stadtmuseum Düsseldorf m.fl.

## Biografi

### Uppväxt och skolgång
Torsten Billman föddes i Kullavik i norra Halland. Fadern Frans Ludwig Billman (1862–1930) var skräddarmästare och modern hette Maria (född Hultgren, 1870-1953). Frans och Maria flyttade nyåret 1908/1909 med sin treåriga dotter Ingegerd från arbetarstadsdelen Haga i Göteborg till kustsamhället Kullavik (söder om Göteborg) där man köpt ett småhus. Frans kom från Bergs socken, Västergötland vid Billingen och Maria kom från Skövdetrakten. Båda hade växt upp under mycket fattiga förhållanden, vilket man också ofta påminde barnen om. Trots att fadern endast hade 14 dagars folkskola lyckades han genom sin stora yrkesskicklighet få möjligheten att utbilda sig till finskräddare i Köpenhamn och London.
Hösten 1916 började Torsten Billman skolgången i Kyviksskolan i Kullavik. Han tyckte aldrig om skolan till skillnad från systern Ingegerd som blev folkskollärarinna. Torsten Billman har senare berättat om sina svårigheter med matematiken i skolan. Kompensationen blev teckningstimmarna då han gick runt och hjälpte klasskamraterna få ordning på rituppgifterna. Folkskolans avgångsbetyg visar stort A i teckning. Läsåret 1922/23 fick Billman, som de andra ungdomarna i kustområdet söder om Göteborg, ta sig in till fortsättningsskolan på Nordhemsskolan (7:e klassen), och 1923/24 på Fjällskolan (8:e klassen) med Säröbanan. För eleverna på Fjällskolan hade det aldrig varit långt ner till Masthuggskajen med alla fartygen, där många skoltrötta skolpojkar i 1920-talets Göteborg skulle finna en väg in i förvärvslivet. Efter avslutad skolgång tog Billman i tonåren en del ströarbeten och fadern försökte en vinter lära upp sonen till skräddare, men Torsten ville ut ur instängdheten. Han såg också att faderns skrädderi fick allt färre kunder när konfektionsindustrin expanderade. Torsten Billman skulle gå till sjöss om han så var tvungen att rymma hemifrån.

### Sjömansåren
I Stockholm den 14 september 1926 mönstrade den 17-årige Torsten Billman på som jungman på Svenska Lloyds lastbåt s/s Valencia. S/s Valencia fraktade trävaror till Medelhavshamnar och hade sydfrukter som apelsiner med sig hem. Billman ville helst arbeta som kollämpare, vilket egentligen var det hårdaste och skitigaste arbetet på en ångbåt, men enligt konventionen om minimiålder för eldare och kollämpare fick man inte mönstra i maskin om man inte fyllt 18 år. Sommaren 1927 mönstrade han på som kollämpare. Billman stannade på s/s Valencia i 14 månader och lärde känna många av hamnstäderna runt Medelhavet. Barcelona, Marseille och Genua var minnesvärda men de nordafrikanska hamnstäderna Oran och Alger, Algeriet tjusade oerhört.
I januari 1928 mönstrade Billman på som kollämpare på Svenska Ostasiatiska Kompaniets lastångare s/s Nippon. Fartyget gick med styckegods till Fjärran Östern där Singapore, Hongkong, Shanghai, Yokohama och Vladivostok var några destinationer längs traden. Billman har senare vittnat om att han mognade och utvecklades på s/s Nippon där han också fick tillbaka skoltidens intresse för teckningen. På de sotsvarta skotten i eldrummet tecknade Billman med vit krita stora karikatyrer av arbetskamrater och befäl. Väggteckningarna blev ett samtalsämne inte bara i eldareskansen utan på hela fartyget. Nästa båt var Rederi Transatlantics s/s Nordic som gick runt Afrika för att lasta socker i Port Louis på Mauritius. När Billman mönstrade av s/s Nordic, i februari 1929, anförtrodde han systern att han ville bli konstnär. Billman hade aldrig haft för avsikt att bli konstnär men "konsten klappade på porten". Efter ännu ett fartyg, s/s Benlos, där han arbetade som eldare, blev Billman sommaren 1929 inkallad till flottan i Karlskrona. Billman krigsplacerades på pansarskeppet HMS Sverige (1915) som eldare.

### Börjar skära träsnitt och får illustrationer publicerade
Billmans kusin på mödernet Nils Svahn (1890-1936), karikatyrtecknaren på tidningen Social-Demokraten 1920-1929, hade då Torsten besökte Stockholm hösten 1929 visat och förklarat lite om träsnittet. I februari 1930 ryckte Billman ut från flottan. Den ekonomiska depressionen drabbade sjöfarten mycket hårt och Billman fick inte hyra på något nytt fartyg. Bara i Göteborg fanns över 2000 arbetslösa sjömän. Hans syster Ingegerd hade då och då skickat tidningar som Fönstret och Tidevarvet till Torsten där han för första gången såg bilder av Käthe Kollwitz och Frans Masereel. Senare upptäckte han även litografier av Honoré Daumier, vilket blev en sensation för honom.
I föräldrahemmets kök i Kullavik började den arbetslöse sjömannen skära träsnitt. Det första har titeln Händer och det andra heter Törst. Hösten 1930 gjorde Billman ett misslyckat försök att komma in på Slöjdföreningens skola i Göteborg. Något som systern kommenterade med att brodern visat upp arbetsprover som var för politiskt radikala. I oktober 1930 lyckades han få en praktikplats på en reklambyrå i Göteborg. Här fick Billman möjlighet, på lediga stunder, att göra sig bekant med exempelvis dyra akvarellfärger. Några månader senare gick reklamfirman i konkurs, vilket Billman senare skämtsamt kommenterade med att det inte berodde på honom. 
Billmans först publicerade bild Vaktombyte behandlar kollämparnas och eldarnas stora yrkessjukdom tuberkulosen. Tuschteckningen fanns i novembernumret 1930 av fackförbundsorganet Eldaren. Den arbetslöse sjömannen lyckades under 1931 även få in sina samtidskommenterande Tidsbilder i ett antal nummer av Väst-Svenska Kuriren.

### Slöjdföreningens skola i Göteborg
Efter en tids tvivel vilken yrkesbana han skulle slå in på blev Billman hösten 1931 antagen som elev vid Slöjdföreningens skola i Göteborg (numera Högskolan för design och konsthantverk). Billmans inriktning på skolan var bokillustrering med Hjalmar Eldh som lärare. Billman gjorde på prov illustrationer till olika böcker som exempelvis en svit linoleumsnitt till Upton Sinclairs roman Jimmy Higgins (1931) (opublicerade), träsnittet Vargar i köld till Jack Londons roman Skriet från vildmarken. Till Dan Anderssons dikt En spelmans jordafärd (1931) skars ett träsnitt.
Redan efter två terminer förvandlades studierna till rutin. Pengarna tröt också så Billman stämplade åter som arbetslös sjöman och försökte få hyra på en ny båt. I juli 1932 mönstrade han på s/s Marie. Billman hade denna gång med sig ritblock och pennor. S/s Marie gick till Archangelsk i Ryssland, Santa Cruz de Tenerife på Kanarieöarna, Casablanca och Medelhavshamnar. I november 1932 mönstrade han av för gott. Teckningarna från resan visades för Hjalmar Eldh som tidigare sett träsnittet Händer, från tiden före Slöjdföreningen, plus några andra träsnitt från elevtiden. Eldh rådde Billman att söka till Valands konstskola.

### Konsthögskolan Valand
Vårterminen 1933 antogs han som elev på Konsthögskolan Valand. Under dessa år då "göteborgskolorismen" regerade Göteborgs konstliv var Billman en av få Valandselever som arbetade med träsnitt. Genom sin grafiska inriktning erhöll Billman en friare ställning gentemot läraren Sigfrid Ullman, som betraktade honom som en autodidakt. Exempel på träsnitt gjorda under Valandtiden är: Nattvärken (1933/34), Eldare går till frivakt (1933/34), Inför skolrådet (1933/34) och Examen på landet (1933/34). Billman slutade redan efter tre terminer och hösten 1934 flyttade han från Kullavik in till Nordstaden i Göteborg.

Efter studierna på Valand försörjde sig Billman som tidningstecknare på Morgontidningen i Göteborg (1933-1940) och Göteborgs Handels- och Sjöfartstidning (1933-1940) där han gjorde illustrationer åt tidningarnas lördagsbilagor.

### Resan till Antwerpen och det svartvita träsnittet
Efter ett mycket knapert 1935 fick Billman 1936 ett resestipendium av Göteborgs konstförening och tonsättaren Gösta Nystroem, som var intendent vid Göteborgs konsthall 1934-1936. Nystroem trodde stipendiaten ville ta sig till Paris, som alla andra, men Billman skulle åka till Antwerpen. Här kunde den före detta sjömannen återknyta kontakten med den dynamiska sjöfarten, men här fanns också den stora hamnstadens rotlöshet med arbetslösa sjömän, prostituerade eller tiggande krigsinvalider stympade för alltid av första världskriget. På konstmuseerna i Antwerpen och Bryssel tog Billman tillfället att studerade de gamla mästarna. En av favoriterna från 1800-talet var den belgiske konstnären Constantin Meunier som blev en av de första konstnärerna som fört in motiv av industriarbetare, gruvarbetare, hamnarbetare. Meunier visar arbetarnas individuella utsatthet i sina miljöer men också deras möjliga kollektiva styrka; att vara det spirande industrisamhällets samhällsklass som bär på moderniteten. Billman hade tidigt i en tidning sett en bild av Meuniers skulptur Den gamla gruvhästen (Vieux cheval de mine), som han inte kunde glömma. Billman tecknade, målade och inspirerades till nya träsnitt som Schipperstraat, Antwerpen 1936 I (1937/38) och I väntan vid dockbron, Antwerpen 1936 (1937/38) mfl., två bilder där hästar för övrigt finns med som dragdjur.
Vistelsen i Antwerpen i mars och april 1936 blev avgörande för Billmans konstnärliga utveckling. Han inspirerades av tidigare arbetareskildringar i konsten och till att bättre utnyttja sina egna bildminnen från sjömansåren. Efter resan förverkligades gamla motividéer som legat och grott som De nymönstrade (1936), Genom Röda havet - Vaktombyte i eldrummet (1936) och Eldarevakt går över däck i storm (1936/37). Verk som blivit några av konstnärens mest kända träsnitt. Andra träsnitt från den här perioden är: Het vakt 1936/37), Hos Madame Lisette (1936/37), Bordellscen, Alger (1937) och Krigsinvalid (1937/38).

### Vid korsvägen
Konstnären Kristina Hedenström (född 1910), Billmans flickvän och kurskamrat på Valand, hade i mars 1938 fått en resestipendium till Paris, som också initierades av Gösta Nystroem. Kristina Hedenström studerade konst och Torsten Billman besökte Paris i maj och september 1938. Upplevelserna kring tågresorna genom Nazityskland blev bara ytterligare en påminnelse om att ett nytt europeiskt storkrig verkade rycka allt närmare. I Paris träffade Billman svenska sjömän vilka tagit sig upp från Barcelona och som deltagit i det spanska inbördeskriget. Under september-besöket förstod Billman att relationen med Kristina Hedenström kanske var i upplösning; hon ville bosätta sig i Paris.
I mars 1939 reste Billman till London där han tecknade för Morgon-Tidningen och Göteborgs Handels- och Sjöfartstidning och såg konst på Tate Gallery och British Museum. På Svenska Sjömanskyrkan i London ingick han ett förberett skenäktenskap med en tysk judinna som med svenskt pass då kunde ta sig till Sverige.
I mitten av augusti 1939 cyklade Billman ner till Paris för att försöka övertala Kristina Hedenström att följa med till Sverige då ett nytt storkrig för var dag verkade rycka allt närmare. Resan började i Göteborg där Billman tog cykeln med på färjan över till Fredrikshavn. För undvika färdas genom Nazityskland tog han båt från Esbjerg till Antwerpen, och cyklade vidare via Bryssel, Mons och Soissons. Billman anlände till Paris den 24 augusti och den 3 september bröt andra världskriget ut. Kristina Hedenström ville inte återvända till Sverige. Den 10 september transporterades Billman och de 700 kvarvarande svenskarna i Frankrike med tåg från Paris till Dieppe. Den 15 inledde Sveabolagets (Stockholms Rederi Svea) två inhyrda fartyg s/s Ragne och s/s Regin den farliga evakueringen från Dieppe till Göteborg som måste gå igenom minerade vatten. Kristina Hedenström avled i Paris i november 1943 endast 33 år gammal.
Billman gjorde under 1930-talet och under krigsåren kraftfulla träsnitt riktade mot fascism och nazism som Förbannelse över fascismen (1938), Nazismen på marsch (1938), Heil Hitler! (1940-talets början), Våldtäkt på demokratin (1940-talets början). Mycket få tidningar vågade publicera de uttrycksfulla träsnitten. Se externa länkar nedan - Satirarkivet.

### De första grisailleträsnitten
Redan under sin elevtid på Valands konstskola, 1933-1934, hade Billman sökt en svartvit träsnittsteknik där han med vanlig trycksvärta kunde få fram gråtoner. Hösten 1937 avslöjade Billman för konsthistorikern Gunnar Jungmarker vid Nationalmuseum - vilket också utgör inledningen på deras 30-åriga brevkorrespondens - att han genomgick en konstnärlig kris där han kände att han nått vägs ände med det svartvita träsnittets uttrycksmöjligheter. Men på grund av ateljébygget i Malevik 1938, brytningen med Kristina Hedenström och det ökade politiska engagemanget mot fascismen och nazismen - och där just det svartvita träsnittet med sitt raka tydliga expressiva uttryck inte gick att undvara - blev det först under de isolerande krigsåren som han kunde koncentrera sig och ta fram ett träsnitt med naturliga gråtoner. 1940 kom de första utvecklade tonträsnitten. Gunnar Jungmarker kallade dessa träsnitt för grisailleträsnitt efter franskans gris för grå.
Torsten Billmans innovation - grisailleträsnittet - innebar att han från gråstockens avklappade avtryck och flera sådana gråa avtrycks adderingar över varandra kunde få fram ytor av olika gråstyrka ur vanlig trycksvärta. Billman avbalanserade då gråstockarnas svärta på exempelvis tidningspapper. När så nästa tryck skulle görs med japanpappret mot päronstocken blev resultatet ett gråare avtryck. Gråstockarna kunde vara 1-4 stycken och togs fram ur det mjukare längdträet. Till sist trycktes den hårda nyckelstockens sammanhållande svartvita motiv ovanpå de grå avtrycken. Nyckelstocken är en platta som tagits fram ur ändträ och är därför mycket hårt. Tekniken är synnerligen svårbemästrad och måste föregås av tuschskisser och tuschlaveringar där konstnären kan planera de olika gråstockarnas överlappningar etc. Några av Billmans tidiga grisailleträsnitt som Fransk restaurang (1940) och Kring en gitarrspelerska (1942) gavs ut under kriget av Föreningen för Grafisk Konst. Andra exempel från den första perioden är: Målarfamilj (1941), Kring en gitarrspelerska (1942), Obygdkök (1942), Stormdag, Dieppe, september 1939 (1944) och Tropikhamn (1945).
Senare grisailleträsnitt kom att ges ut av Folket i Bild (1933), Grafiska sällskapet och Konstfrämjandet. Torsten Billman medverkade - både med sina nya motivval och de tekniska innovationerna - till träsnittsgrafikens renässans efter andra världskriget.

### Genombrottet
I Konstrevy 1942:5-6 visades, på diktaren Gunnar Ekelöfs initiativ, några av Billmans illustrationer till Harry Martinsons Nomad (diktsamling) från 1931. Billman hade på eget bevåg 1941 startat illustreringen av Martinsons diktsamling. Ekelöf skrev en skarpsynt introducerande artikel om Billmans konst: "För den som med konst förstår stora, praktfulla, 'slående' dukar har Torsten Billman inte mycket att säga. Hans konst tjänar det enkla, tillbakasatta, hemlösa i tillvaron. [...] Det är fartygskamrater från Eastendkrogar där man får stifta bekantskap med livets skuggsidor. Hans konst är emellertid inte någon 'social' konst av den arroganta affischerande prägel som vi hade så gott om, särskilt under 20-30-talen. Den är social, inte genom attityd eller tendens, utan genom en saklighet och en avslöjande skärpa i människoskildringen som ibland kan verka nästan brutal - frånstötande men tyvärr sann. Ändå är den alltid buren av medkänsla. Aldrig av sentimentalitet. Den innebär ett enkelt konstaterande av: 'Sådan ser människan ut'. Men från de härjade dragen och de gikt- och arbetsbrutna lemmarna strömmar ändå emot en en känsla av hur hon borde se ut och kunde se ut." 
1943 års illustrerade utgåva av Nomad tillsammans med de alltmer uppmärksammade träsnitten, grisailleträsnitten och al fresco-målningen i Nya Sjömanshemmet vid Masthuggstorget i Göteborg 1944 blev Torsten Billmans genombrott för den stora breda publiken.

### De stora al fresco-målningarna
Torsten Billman var helt oprövad som al fresco-målare när han tillfrågades av Svenska sjöfolksförbundets ombudsman Knut Ring och konsthistorikern Carl Nordenfalk på Göteborgs konstmuseum (sedermera chef för Nationalmuseum) om han för Västra Sveriges Redarekrets ville åtaga sig att dekorera högtidssalen i det just uppförda Nya Sjömanshemmet vid Masthuggstorget 5 i Göteborg. Eftersom Billman hade gjort sig känd som grafiker och illustratör - ibland i frimärksformat - var det många olyckskorpar som gav sig tillkänna när det stod klart att han skulle dekorera två väggar som tillsammans var nästan 20 meter. 1943 startade förberedelsearbetet med al fresco-målningen Till sjöfolket - Havets arbetare och hösten 1944 stod fresken klar. Två väggar där konstnären med det självupplevdas auktoritet berättar sjöfartens historia utifrån sjöfolkets perspektiv. Här finns arbetet uppe på iskalla och hala däck när stormvindarna piskar runt däcken, eller kollämparnas och eldarnas hundgöra i tuberkulos-framkallande arbetsmiljöer i boxar och eldrum som snabbt kunde växla från svettigt stekhett koldammande till kalt fuktigt och dragigt. Här finns också scener kring djurplågeriet i Spanien eller om barnprostitution i de stora hamnstäderna i Fjärran Östern. På grund av några antinazistiska avsnitt i Havsfrisen, med nazistiska flygplan som beskjuter sjömän på däck och ett ställe där propagandaminister Joseph Goebbels laddar en mina, kom fresken inte att invigas då den stod klar hösten 1944 utan först den 19 december 1945.
Nästa al fresco-målning blev Samhällsutveckling  som fullbordades 1947 i Gävle Folkets hus. Billman fick uppdraget genom Nationalmuseums och folkrörelsernas tävling om offentlig konst i anslutning till utställningen God konst i hem och samlingslokaler, där freskskisserna 1945 vann första pris. Fresken gör nedslag kring viktiga skeenden i den svenska samhällsutvecklingen - från det industriella genombrottet på 1870-talet till andra världskrigets slut.
Freskens bakgrunder visar industrialism med kapitaluppbyggnad, den politiska makten och kriget. I förgrunderna ser man konsekvenserna: de politiska konvulsionerna och de enskilda människorna. Billman inleder historiepanoramat med scener från telefon- och järnvägsutbyggnaden på 1870-talet. Till vänster slår August Strindberg upp dörren för det moderna genombrottet med romanen Röda Rummet. Intill syns romanens nyckelscen då damerna Homan och Falk under sin välgörenhetsturné med hembesök i Stockholms fattigkvarter råkar på den bildade arbetaren i Vita bergen. Snickaren läxar upp borgarfruarna för deras bristfälliga Bibelkunskaper och förlöjligar deras ytliga, hycklande religiositet som de dominerar och manipulerar andra med. Snickaren avslutar med att dåna i de revolutionära malmklockorna när han ringer in den nya tiden då folket skall resa sig och ta makten. I freskens centrum håller agitatorn August Palm ett av sina många offentliga möten runt om i Sverige på 1880-talet. Palm agiterar för socialismen, allmän rösträtt och förklarar för arbetarna att de måste organisera sig fackligt och politiskt för att kunna få det bättre. Därefter följer en dramatisk scen från Hunger- och militärdemonstrationerna 1917 med rösträttsstriden, kampen för den graderade rösträttens avskaffande och kvinnlig rösträtt i Sverige (1921). Fresken avslutas med händelser från andra världskriget. Till höger om publicisten Torgny Segerstedt - som blev känd för sitt tydliga avståndstagande mot nazismen - anländer politiska och judiska flyktingar i fritidsbåtar till den svenska kusten.
Torsten Billman hade till den nya arbetareborgen målat en fresk kring rörelsens idégrund, strider och uppoffringar som ledande företrädare efter kriget ansåg kunde läggas till handlingarna.
1949 målades den stora al frescomålningen på 13,7 meter Framför Smålands Taberg i Norrahammars Folkets Hus om bygdens järnbrytning och gjuterier. Fresken är konstnärens hyllning till arbetets ära och anses av en del som Torsten Billmans mästerverk som al fresco-målare.

### Bokillustratören
Med över 40 grisailleträsnitt till Fjodor Dostojevskijs roman Brott och straff blev Billman känd långt utanför konstvärlden. Första upplagan av Brott och straff kom ut på Albert Bonniers förlag 1948. En förbättrad upplaga med 12 nya grisailleträsnitt gavs ut av Bonniers 1980 där grisailleträsnitten med modernare tryckteknik kunde återges mer rättvist. Förläggaren Gerard Bonnier skrev om illustrationerna till Brott och straff : "Jag finner dem utan tvekan vara några av de bästa bokillustrationer, som gjorts här i Sverige på 1900-talet."  Till romanen Kusin Pons av Honoré de Balzac gjordes 12 grisailleträsnitt och en rad tuschteckningar och tuschlaveringar. Billmans 24 träsnitt till dramat Woyzeck av Georg Büchner är ett annat exempel på hans kongeniala förmåga att göra bilder till en litterär text. Kusin Pons och Woyzeck gavs ut av Sällskapet Bokvännerna 1961 respektive 1970.
- Martinson, Harry (1943). Nomad. Stockholm: Albert Bonniers förlag. Libris 1418979
- Ferlin, Nils (1945). Goggles. Stockholm: Albert Bonniers förlag. Libris 2643077
- Dostojevskij, Fjodor (1948). Brott och straff. Stockholm: Albert Bonniers förlag. Libris 523681
- Dostojevskij, Fjodor (1948). Brott och straff. Stockholm: Albert Bonniers förlag. Libris 523682
- Balzac, Honoré de (1961). Kusin Pons. Stockholm: Sällskapet Bokvännerna. Libris 1257871
- Billman, Torsten (1967). Oregelbundet. Stockholm: Sällskapet Bokvännerna. Libris 1497939
- Büchner, Georg (1970). Woyzeck. Sollentuna: Sällskapet Bokvännerna. Libris 863778
- Danielson, Allan (1973). Inbördes hjälp för trygghet. Oskarshamn: Svenska Typografförbundet. Libris 750655
- Vercors (1975). Havets tystnad. Stockholm: Sällskapet Bokvännerna. Libris 7591341. ISBN 91-7022-070-0
- Traven, B. (1978). Dödsskeppet. Stockholm: Bokförlaget Atlantis. Libris 7644200. ISBN 91-7486-002-X
- Strindberg, August (1979). Sagor. Stockholm: Bokförlaget Atlantis. Libris 8374700. ISBN 91-7486-081-X
- Dostojevskij, Fjodor (1980). Brott och straff. Stockholm: Albert Bonniers förlag. Libris 8345116. ISBN 91-0-044968-7
- Dostojevskij, Fjodor (1980). Brott och straff. Stockholm: Albert Bonniers förlag. Libris 8345117. ISBN 91-0-044968-7
- Segerstedt Wiberg, Ingrid (1988). Våra hundliv. Stockholm: Carlsson Bokförlag. Libris 7665810. ISBN 91-7798-209-6
- Kafka, Franz (1990). Slottet. Stockholm: Carlsson Bokförlag. Libris 7665919. ISBN 91-7798-330-0

### Resan till Polen
Billmans hektiska 1940-tal skulle avrundas med en resa till Polen. Torsten Billman, konstnären Egil Malmsten och arkitekten Sten Lindegren blev inbjudna av det polska kulturdepartementet att följa återuppbyggnadsarbetet i det svårt krigshärjade landet. Hösten 1949 besökte man Warszawa, Wrocław, Kraków och koncentrationslägret Auschwitz, där Billman gjorde teckningar av lämningarna efter nazismens brott mot mänskligheten. Polenresan summerades i ett längre illustrerat resereportage i fackförbundstidningen Sjömannens julnummer 1949.

### Fresker till hembygden
Torsten Billman gjorde också fresker till sin hembygd - Kungsbacka. Fresken Folk i Halland var en gåva från konstnären till Särögården då huset stod klart 1950. Budskärsfresken i semesterhemmet i Budskär gjordes till Kommunalarbetareförbundets Göteborgs-avdelning då man firade sitt 50-årsjubileum den 24 oktober 1953. Fresken totalförstördes vid en våldsam brand den 4 december 1958. På Toråsskolan i Vallda finns idag fresken En dag i den kloke Valldaprästens liv (1958) om prästen och upplysningsmannen Gustaf Hjortberg. Torsten Billmans allra sista al fresco-målning blev Släps gamla kyrka (1977) till Släps kyrka.

### De kritiska grisailleträsnitten
Billman hade inte sedan andra världskriget gjort några politiskt kommenterade bilder då ett par grisailleträsnitt kom till i efterspelen till mordet på president John F. Kennedy den 22 november 1963. Bertrand Russell skrev uppskattande brev till Torsten Billman efter att ha sett grisailleträsnitten Mordet på Lee Oswald (1964) och Warrenkommissionen (1964) där Billman blottade i den kondenserande satirens form komplexa samband människor tyckte sig ana, men då inte kunde sätta ord på. Två kommenterande bilder, gjorda under det aktuella nyhetsflödet, som också bar på en kuslig profetsia.
Under 1960-talet visar Billman många prov på sitt virtuosa handlag med grisailletekniken som i det eftersökta bladet Mozarts begravning (1965) eller Party (1967) och Där Picasso bodde (1967).
År 1965 erhöll Torsten Billman Statlig inkomstgaranti för konstnärer av regeringen och 1971 tilldelades han Prins Eugen-medaljen "för framstående konstnärlig gärning". 1971 fick Billman också uppdraget att göra det första omslaget (ett träsnitt) till den nystartade tidskriften Folket i Bild/Kulturfront (nr. 1972:1). Se externa länkar nedan - Satirarkivet.

### Lärare på Valands konstskola
Torsten Billman blev lärare på Valands konstskola på elevernas initiativ. Vårterminen 1974 var han alternerande huvudlärare i måleri och från höstterminen 1974 till vårterminen 1975 var han huvudlärare i grafik. Billman fick under våren 1975 allvarliga problem med synen på vänsterögat på grund av grön starr och tvingades avsluta sin lärargärning i förtid. Torsten Billmans arbetarebakgrund med sin radikala hållning men samtidigt politiska obundenhet gav inspiration till en ung konstnärsgeneration med ett stort samhällspolitiskt engagemang men som ibland hade få arbetslivserfarenheter. Billman mottog den 3 maj 1979 Göteborgs stads förtjänsttecken.

### Opublicerade illustrationer ges ut
De opublicerade teckningarna och laveringarna, från mitten av 1950-talet, till B. Travens Dödsskeppet publicerades 1978 då Bokförlaget Atlantis kom med sin illustrerade utgåva av romanen. 1979 gav förlaget även ut Billmans skira tuschteckningar till August Strindbergs Sagor, från 1957. Ett år efter konstnärens död 1990 publicerades hans tuschteckningar, från 1958-1968, till Franz Kafkas Slottet på Carlsson Bokförlag.

### Tidsbilder
Under åren 1979-1988 fanns då och då Billmans expressiva Tidsbilder på kultursidan i Göteborgs-Posten och Dagens Nyheter. Ämnet var ofta djurplågeriet; om människans profithunger, likgiltighet och grymhet mot den som saknar en röst.
Se externa länkar nedan - Satirarkivet.

## Film
Torsten Billman, bildmakaren. Video sammanställd och producerad i anslutning till monografin med samma namn. Innehåller: Bilder med sälta, Sveriges Television 1974, Torsten Billman tillverkar träsnitt, Sveriges Television 1971, Tidsbilder, Sveriges Television 1984, Till sjöfolket - Havets arbetare, Ingegerd Film 2016, Samhällsutveckling, ABF Norra Halland/Hallands Konstmuseum 2016, Framför Smålands Taberg, Ingegerd Film 2016 och Fresken brinner!, Ingegerd Film 2016. Hallands Konstmuseum och Arbetarnas bildningsförbund 2016.